# Плешивиця-при-Жалні
Плешивиця-при-Жалні (словен. Plešivica pri Žalni) — поселення в общині Гросуплє, Осреднєсловенський регіон, Словенія. Висота над рівнем моря: 422,4 м.